# IAAF World Athletics Final
IAAF World Athletics Final eller Internationella GP-finalen var en mellan 2003 och 2009 årligen återkommande friidrottstävling som avslutade GP-säsongen. Tävlingen var en modernisering av IAAF Grand Prix Final som ägde rum mellan 1985 och 2002.
I tävlingarna deltog de friidrottare som enligt ett poängsystem kvalificerat sig som de sju bästa i teknikgrenar och löpgrenar upp till 800 meter och de elva bästa i övriga löpgrenar. Fem så kallade wild cards kunde av IAAF utnyttjas för att ge möjlighet att delta för idrottare som på grund av skador eller av annat skäl ej haft möjlighet att erhålla tillräckligt hög kvalificeringspoäng. 
Samtliga deltagare erhöll ett penningpris i stigande skala från 1 000 USD för 9:e-12:e placering. Den idrottare som vann sin gren fick ett pris på 30 000 USD. Ett världsrekord gav dessutom ytterligare 100 000 USD.

## Finaler
| År   | Datum           | Ort                                                          | Antal grenar                         |
| ---- | --------------- | ------------------------------------------------------------ | ------------------------------------ |
| 2003 | 13–14 september | Stade Louis II, Fontvieille, Monaco och Szombathely, Ungern. | 33 i Monaco 2 i Ungern               |
| 2004 | 18–19 september | Stade Louis II, Fontvieille, Monaco och Szombathely, Ungern  | 33 i Monaco 2 i Ungern (5 september) |
| 2005 | 9–10 september  | Stade Louis II, Fontvieille, Monaco och Szombathely, Ungern  | 34 i Monaco 2 i Ungern (3 september) |
| 2006 | 9–10 september  | Gottlieb-Daimler-Stadion, Stuttgart                          |                                      |
| 2007 | 22–23 september | Gottlieb-Daimler-Stadion, Stuttgart                          |                                      |
| 2008 | 13–14 september | Gottlieb-Daimler-Stadion, Stuttgart                          |                                      |
| 2009 | 12–13 september | Greece Kaftanzoglio Stadium, Thessaloniki                    |                                      |

Anledningen till att inte samtliga grenar avgjordes i Monaco 2003-2005 var att stadion var för liten för att släggkastningstävlingarna skulle kunna hållas där.